# Ready for the Victory
Ready for the Victory ist ein Lied des deutschen Musik-Duos Modern Talking aus dem Jahr 2002. Es ist die erste Single aus ihrem elften Album Victory.
In Russland wurde die Single mit zusätzlichen Liedern, wie dem Space Mix ’98, veröffentlicht.

## Entstehung und Inhalt
Der Song wurde von Dieter Bohlen selbst geschrieben und produziert. Es handelt sich um einen mit einem starken elektronischen, von Eurodance und Techno inspirierten Beat unterlegten Popsong. Im Songtext feiert sich das Duo selbst beziehungsweise eine in Du-Form angesprochene Person, die „der Held“ sei und weltweit viele Freunde habe.

## Veröffentlichung und Rezeption
Ready for the Victory erschien am 18. Februar 2002 bei Hansa Records und erreichte europaweit die Charts. In Deutschland schaffte es die Single mit Platz sieben auf eine Top-Ten-Position. In Spanien verpasste sie diese mit Platz elf knapp. Die deutsche Single enthielt den Song in sechs verschiedenen Versionen sowie das dazu gedrehte Musikvideo.

## Titelliste
CD-Maxi Hansa 74321 92038 2 (BMG) / EAN 0743219203823 18. Februar 2002
1. Ready for the Victory (Radio-Version) – 3:31
2. Ready for the Victory (Alternative Radio-Version) – 3:16
3. Ready for the Victory (Club-Version) – 5:12
4. Ready for the Victory (Erweiterte Version) – 5:27
5. Ready for the Victory (Erweiterte Alternative Radio-Version) – 5:15
6. Ready for the Victory (Instrumental) – 3:31
7. Ready for the Victory (Video)

CD-Maxi Russische Version 2002
1. Ready for the Victory (Radio-Version) – 3:31
2. Ready for the Victory (Alternative Radio-Version) – 3:16
3. Ready for the Victory (Erweiterte Version) – 5:27
4. Rouge et noir (Album-Version) – 3:14
5. Space Mix (Album-Version) – 17:14

## Charts und Chartplatzierungen
| ChartsChartplatzierungen | Höchstplatzierung | Wochen |
| ------------------------ | ----------------- | ------ |
| Deutschland (GfK)        | 7 (11 Wo.)        | 11     |
| Österreich (Ö3)          | 20 (12 Wo.)       | 12     |
| Schweiz (IFPI)           | 62 (6 Wo.)        | 6      |